# تاکامین
تاکامین (انگلیسی: Takamine) شرکت تجهیزات موسیقی ژاپنی است، که در سال ۱۹۶۲ تأسیس شد.